# Paarens Beach Park
Paarens Beach Park är en park i Kanada.   Den ligger i provinsen British Columbia, i den centrala delen av landet, 3 500 km väster om huvudstaden Ottawa. Paarens Beach Park ligger 683 meter över havet. Den ligger vid sjön Stuart Lake.
Terrängen runt Paarens Beach Park är varierad.Trakten runt Paarens Beach Park är nära nog obefolkad, med mindre än två invånare per kvadratkilometer.. Det finns inga samhällen i närheten.
I omgivningarna runt Paarens Beach Park växer i huvudsak barrskog.